# Collection Hirschsprung
La collection Hirschsprung est la collection personnelle d'œuvres d'art de l'industriel danois Heinrich Hirschsprung. Propriétaire au XIXe siècle de la fabrique de tabac, A.M. Hirschsprung & Sønner, située à Copenhague, Hirschsprung lègue en 1902 sa collection privée au gouvernement du Danemark. Celle-ci comprend de nombreux tableaux de l'art danois du XIXe siècle, notamment des peintures de l'âge d'or danois mais également des peintres de Skagen.

## Histoire

### La collection

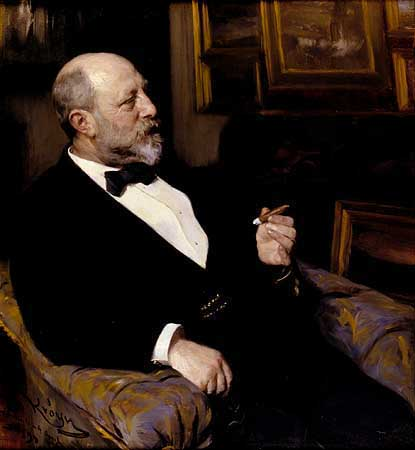
Heinrich Hirschsprung, le fondateur, peint par son ami Peder Severin Krøyer en 1899

Heinrich Hirschsprung était un fabricant de tabac. Il était marié à Pauline Hirschsprung. Les deux époux avaient un grand intérêt pour l'art et comptaient de nombreux artistes parmi leurs amis, dont l'écrivain Holger Drachmann et le peintre Peder Severin Krøyer, tous deux membres du groupe des Peintres de Skagen. Durant une période de 40 années, débutant en 1866, Hirschsprung a bâti une grande collection d'art danois allant du début du XVIIIe siècle jusqu'à la fin de sa vie.
La collection a été exposée pour la première fois en 1888 à Charlottenborg. Cela se passa pendant l'exposition nordique de 1888 (en) qui devait amener de nombreux visiteurs étrangers à Copenhague.Le catalogue de l'exposition incluait 313 objets, représentant une soixantaine d'artistes danois. La moitié de ces objets était des peintures, le reste étant des dessins, des aquarelles, des pastels et des sculptures.

### La création du musée
En 1900, Pauline et Heinrich Hirschsprung décident de faire don de leur collection d'art à l'État danois. Le don a été déposé auprès du ministère danois des Affaires culturelles. Cependant, le don n'a été rendu public que deux ans plus tard, en 1902, lorsque la collection a été exposée à Charlottenborg. Lors du même événement, l'historien de l'art Emil Hannover a été nommé responsable du catalogage de la collection. L'exposition à Charlottenborg comprenait également des représentations du bâtiment du musée prévu, conçu par Hermann Baagøe Storck (en). N'aimant pas l'historicisme, le modèle qui dominait l'architecture des musées à Copenhague à l'époque, il était très important pour Hirschsprung que la collection soit placée dans un bâtiment indépendant construit avec une conception plus « sobre ». Il voulait que le musée se tienne sur l'emplacement laissé libre par les remparts démolis près de Copenhague, où un certain nombre de nouveaux bâtiments dont des musées, y compris la récente National Gallery  (1899).
Selon les termes de l'acte de donation, l'État danois et la ville de Copenhague, de leur côté, se sont engagés pour faire un site et un bâtiment disponible pour l'exposition de la collection. Ce régime est semblable à celui qui avait été convenu dans le cadre de Carl Jacobsen la fondation de la Ny Carlsberg Glyptotek. La demande de Hirschsprung pour un bâtiment indépendant a donné lieu à un débat politique sur la politique des arts qui a duré plusieurs années et a mis les plans en attente.

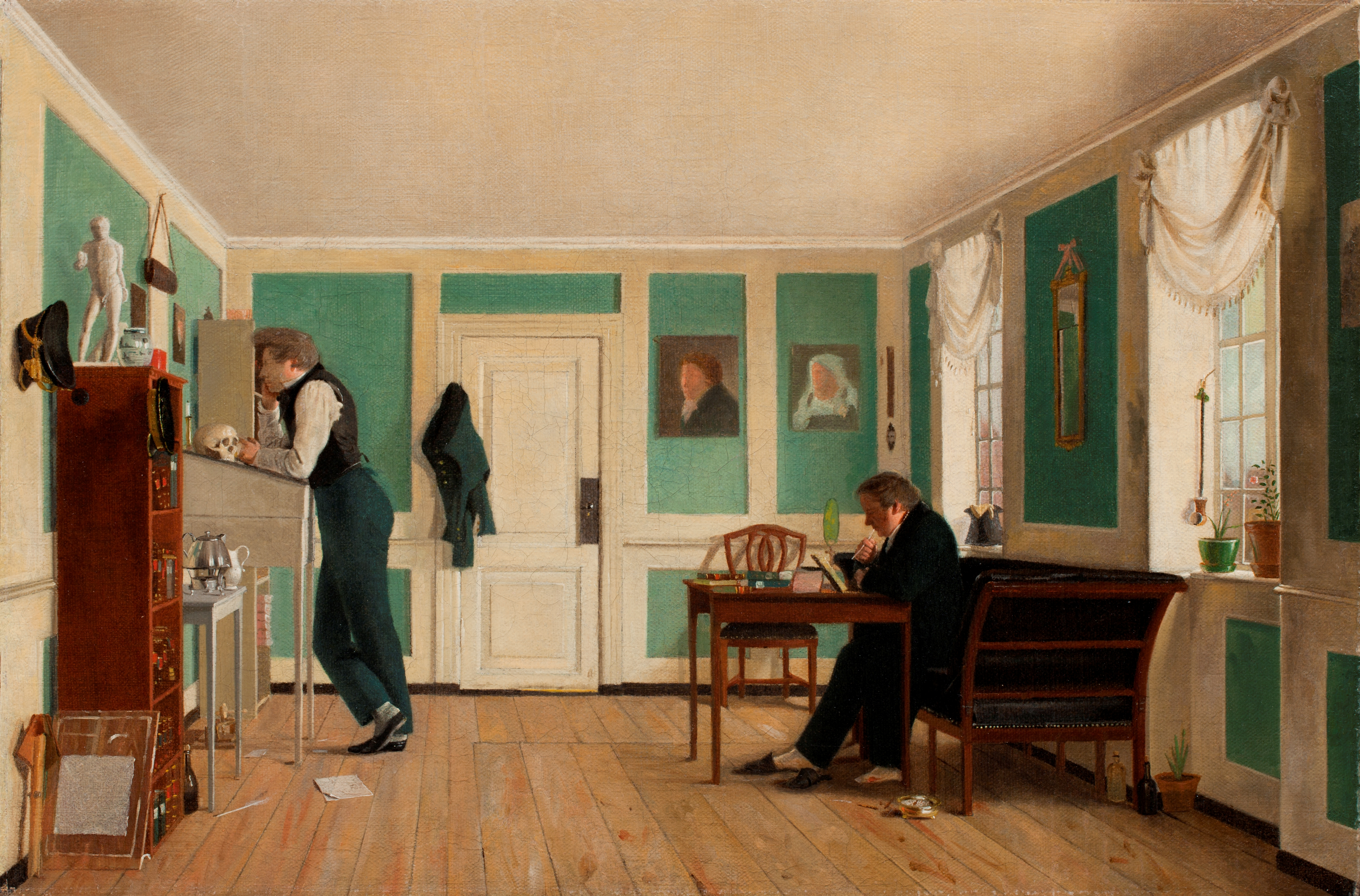
Wilhelm Ferdinand Bendz Interior from Amaliegade with the Artist's Brothers from c. 1829. L’œuvre a été acquise par Hirschsprung en 1901 mais elle n'entra dans la collection qu'en 1915 après la mort du vendeur

Alors que les discussions étaient en cours, Hirschsprung a continué de renforcer sa collection avec des œuvres telles que les dessins pour la décoration de cathédrale de Viborg de Joakim Skovgaard (en) et un certain nombre d'œuvres d'artistes contemporains tels que Michael Peter Ancher et Anna Ancher et Vilhelm Hammershøi depuis la collection d'art d'Alfred Bramsen. Un certain nombre de particuliers a également promis de faire don d'œuvres à la collection, une fois que celle-ci serait passée dans le domaine public tandis que d'autres œuvres ont été achetées par Hirschsprung. 
 
Pour faire de la collection une représentation de l'art danois du XIXe siècle, Hirschsprung a également commencé à ajouter des sculptures à sa collection, à l'aide du sculpteur ami de la famille et Ludvig Brandstrup en tant que conseiller. En moins d'un an, Hirschsprung a ajouté la majorité des 180 sculptures figurant dans le catalogue 1902. La collection représente 20 sculpteurs danois.

### Construction et ouverture
1907 a enfin vu une conclusion positive des négociations et le début de la construction à partir du projet de Storck de 1902. Le site qui a finalement été choisi était à Østre Anlæg, un parc qui avait été aménagé sur les terrains des remparts de Copenhague et où également la National Gallery avait été construite. Heinrich Hirschsprung mourut l'année suivante, en 1908, et n'a donc jamais vu son musée. Emil Hanovre, l'historien de l'art qui avait catalogué la collection, a été chargé de l'aménagement intérieur du musée ainsi que le commissariat de l'exposition. Il a accroché les tableaux dans l'ordre chronologique, comme dans l'esprit de Hirschsprung.
La collection Hirschsprung a été ouverte au public en 1911. Pauline Hirschsprung était présente à l'ouverture officielle le 8 juillet, mais elle est décédée l'année suivante.

## Bâtiment

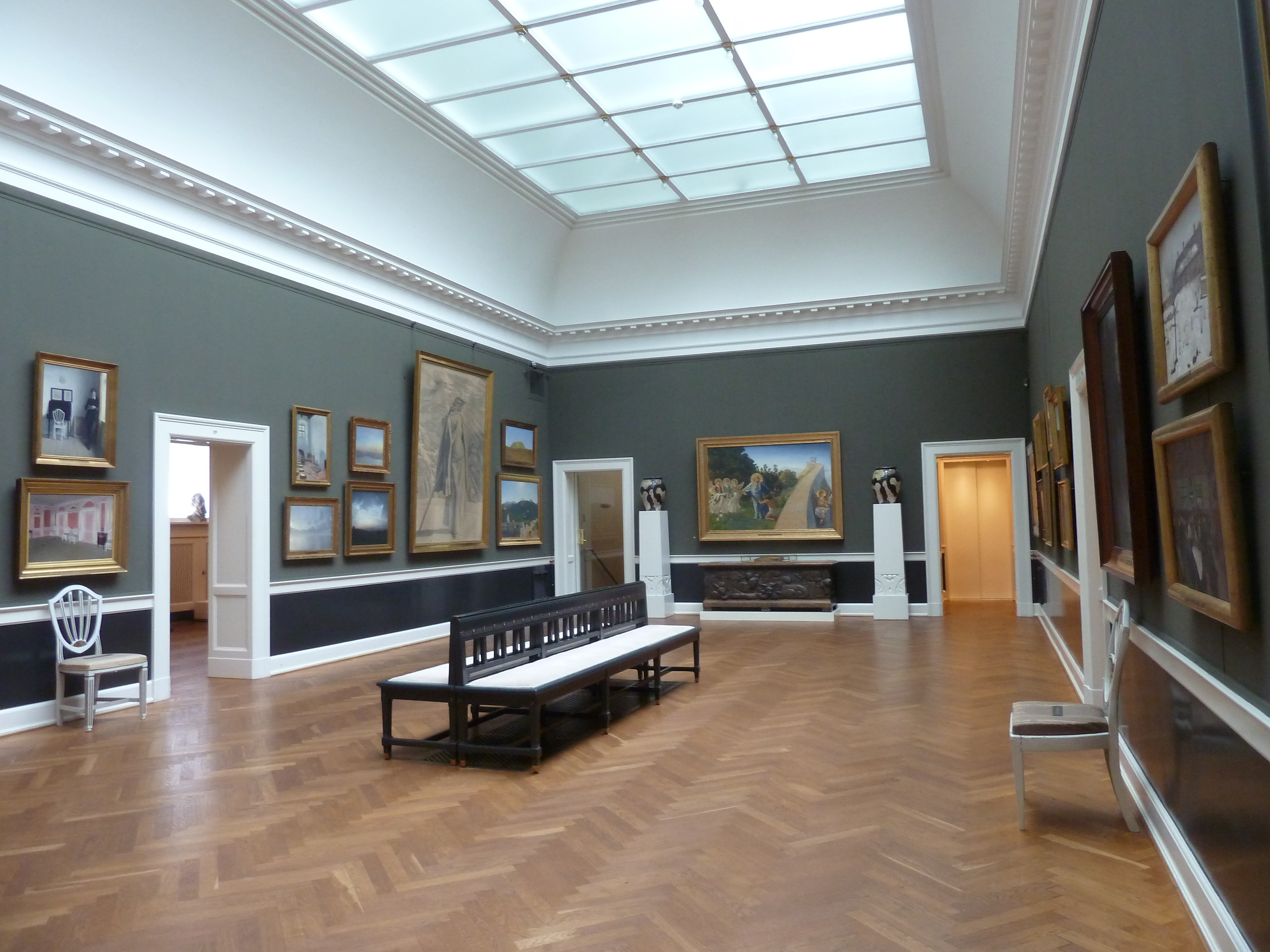
La galerie principale

Le bâtiment du musée est un bâtiment néoclassique simple avec un revêtement de marbre clair et une façade avec des frontons et des pilastres doriques. Le plan d'étage se compose de quatre grandes galeries entourés de petites galeries, « alcôve », avec la lumière entrant par les fenêtres de niveau haut dans les murs.
Le bâtiment a l'aspect d'un temple de l'art de l'extérieur et il ressemble à une maison privée, avec ses petites chambres, vue de l'intérieur.
Le hall d'entrée du musée dispose d'un plancher de mosaïque à partir de 1910 par Joakim Skovgaard dans lequel les plants de tabac stylisés commémorer le fondateur du musée.

## Collections

### Âge d'or danois
Le musée expose plus de 700 œuvres d'art. L'accent est mis sur l'Âge d'or de la peinture danoise. Tous les grands peintres de l'époque sont représentés, y compris C. W. Eckersberg, Christen Købke, Constantin Hansen, Wilhelm Marstrand et Martinus Rørbye, ainsi que de nombreux noms moins connus.

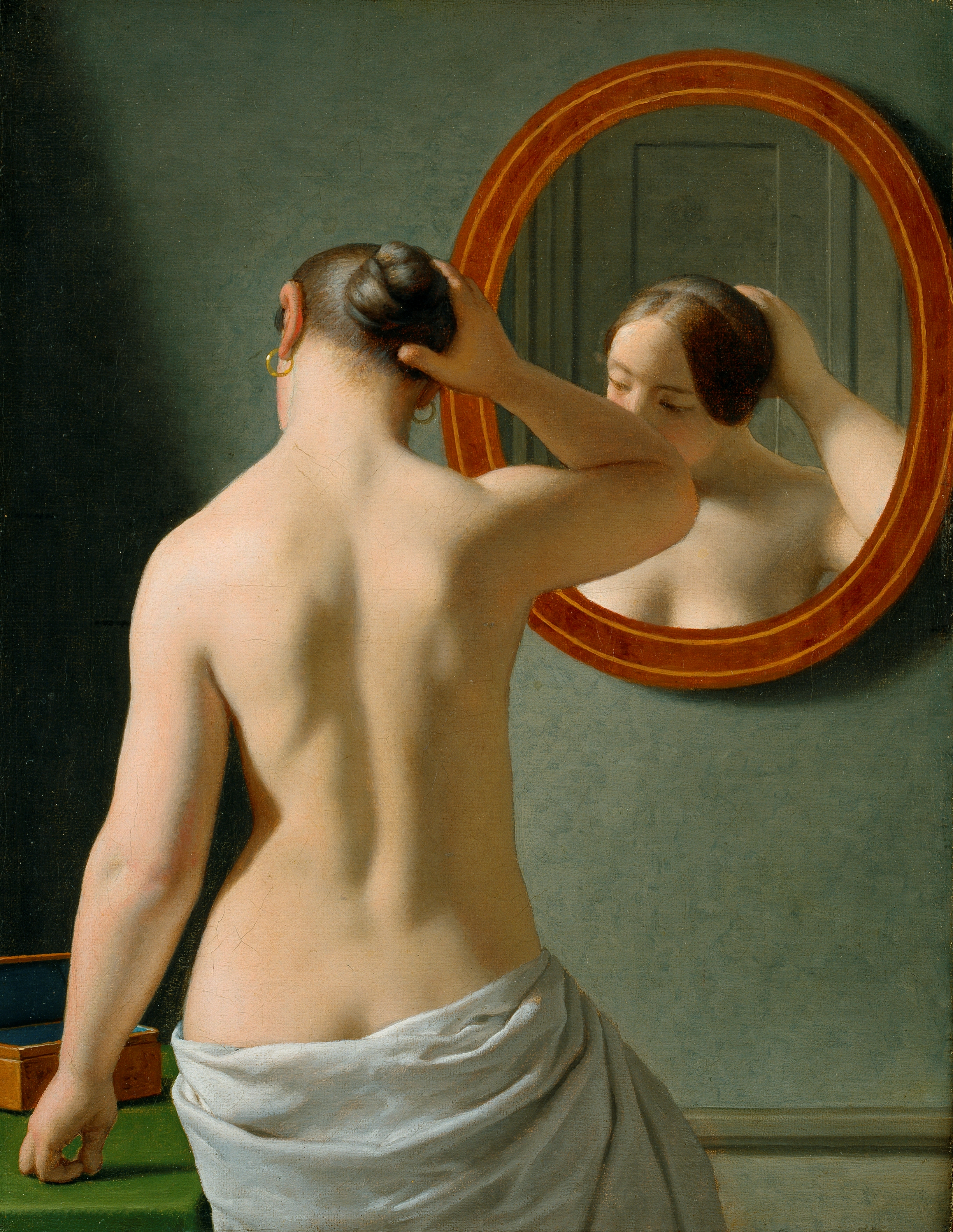
Christoffer Wilhelm Eckersberg, Femme au miroir, 1841
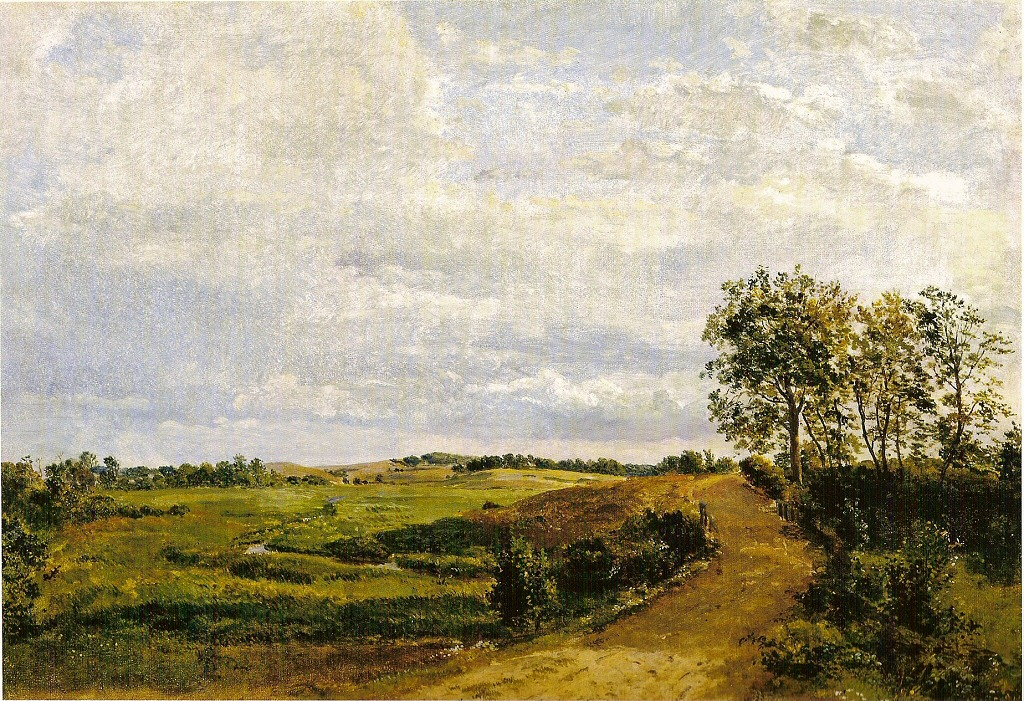
Dankvart Dreyer, Road across Hills, c. 1842

### Naturalisme
La génération artistique à la fin du XIXe siècle, également connue sous le nom de naturalisme dans la peinture danoise, qui a rompu avec l'académisme traditionnel et le patrimoine de l'âge de la peinture d'or danois, est également bien représentée. Cela comprend :
- Peintres de Skagen tels que P. S. Krøyer, Michael Peter Ancher et Anna Ancher
- Theodor Philipsen, tout représentant du Danemark impressionnisme
- Symbolisterne, Le mouvement symboliste danois
- les peintres de Funen, indigènes de Fionie, un groupe d'artistes de Fionie qui s'est réuni à Kristian Zahrtmann de l'école d'art indépendant dans les années 1880.

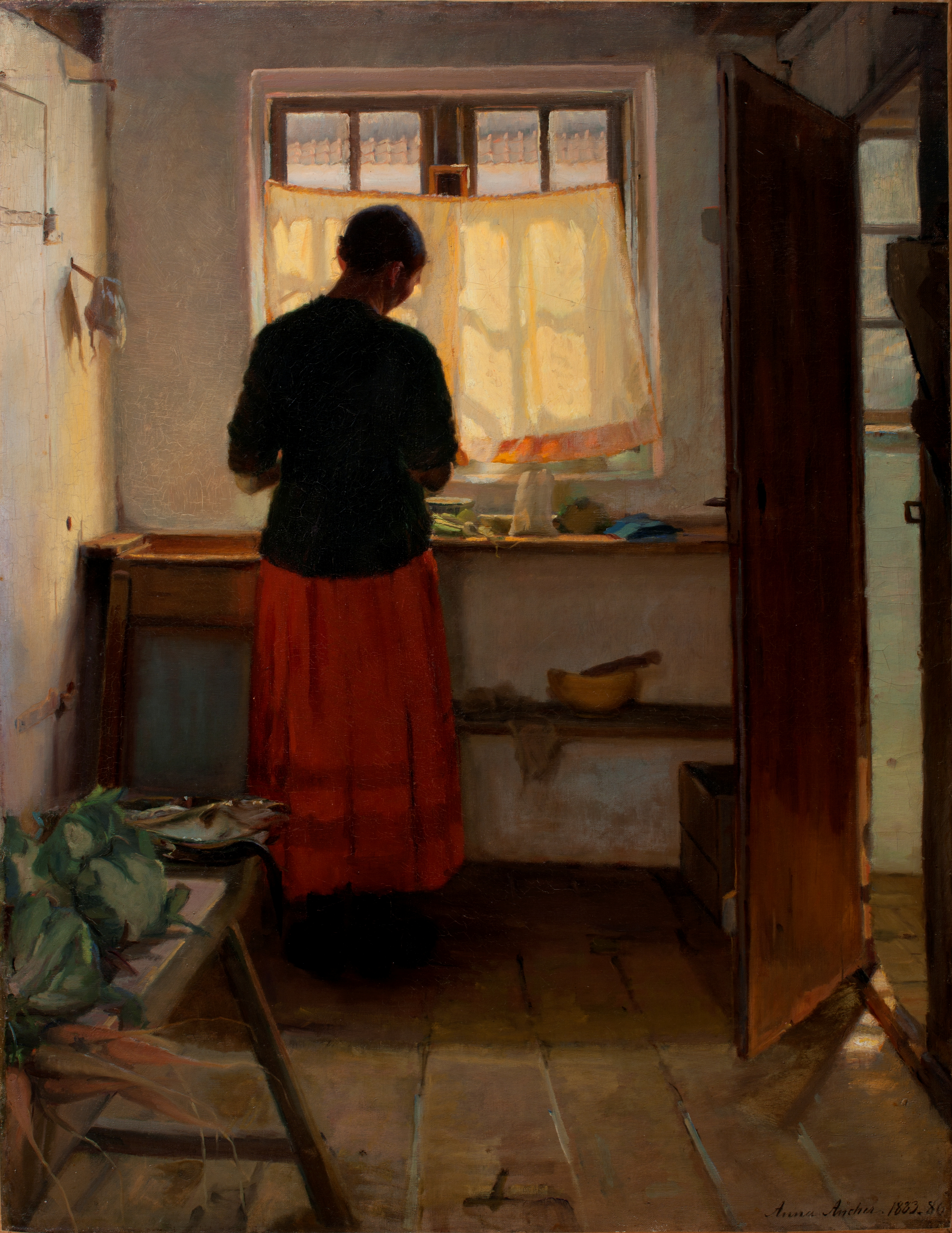
Anna Ancher, Fille dans la cuisine 1886
P.S. Krøyer, Soir d'été sur la plage de Skagen – L'artiste et sa femme, 1899

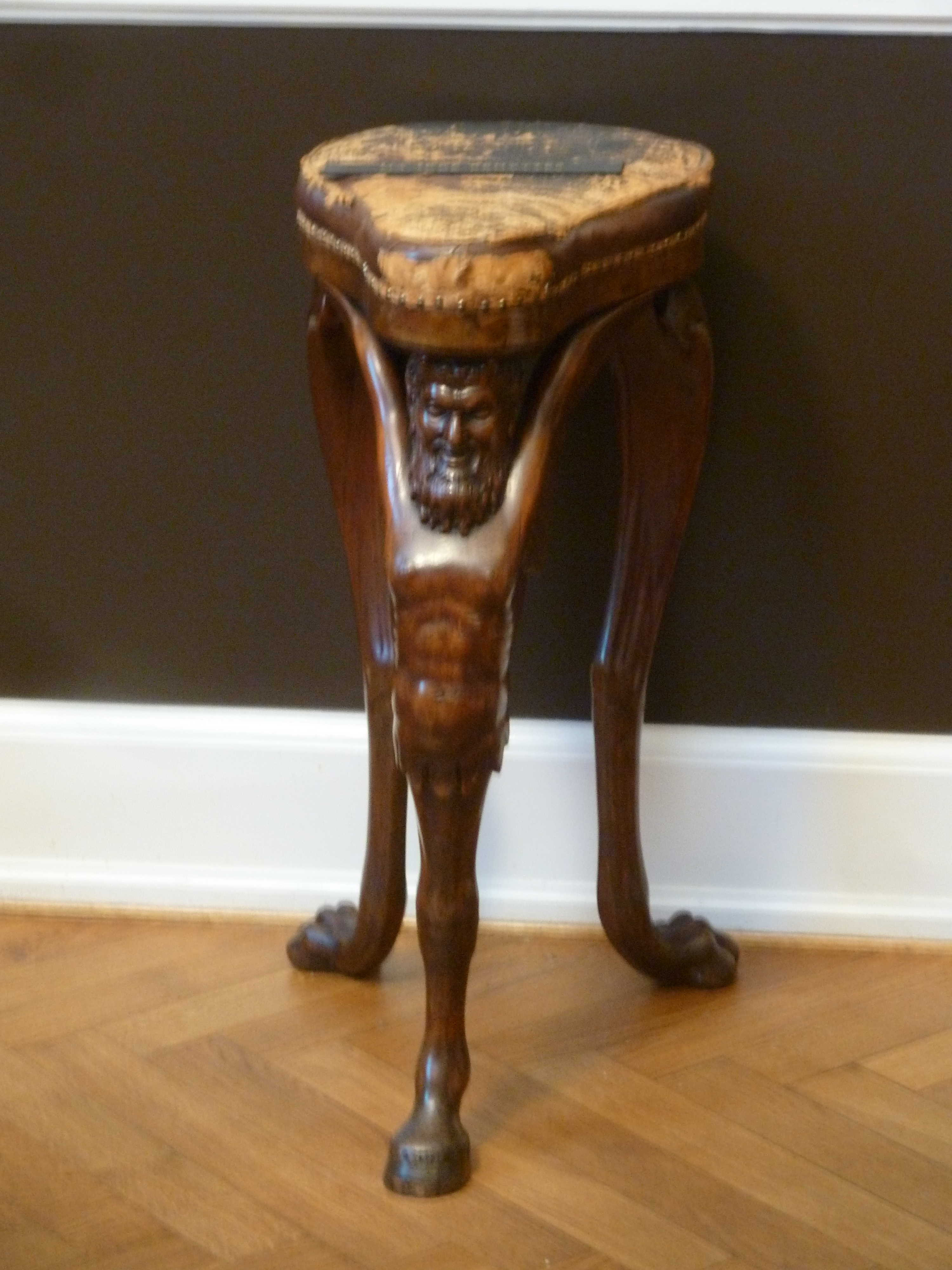
Un tabouret de la collection

### Meubles
Les petites galeries du musée sont meublées avec des meubles conçus par les artistes de l'âge d'or et d'autres qui leur sont associés. Cela a été fait à l'initiative de Emil Hanovre, le premier directeur du musée, où il a été chargé de la décoration intérieure avant son ouverture.

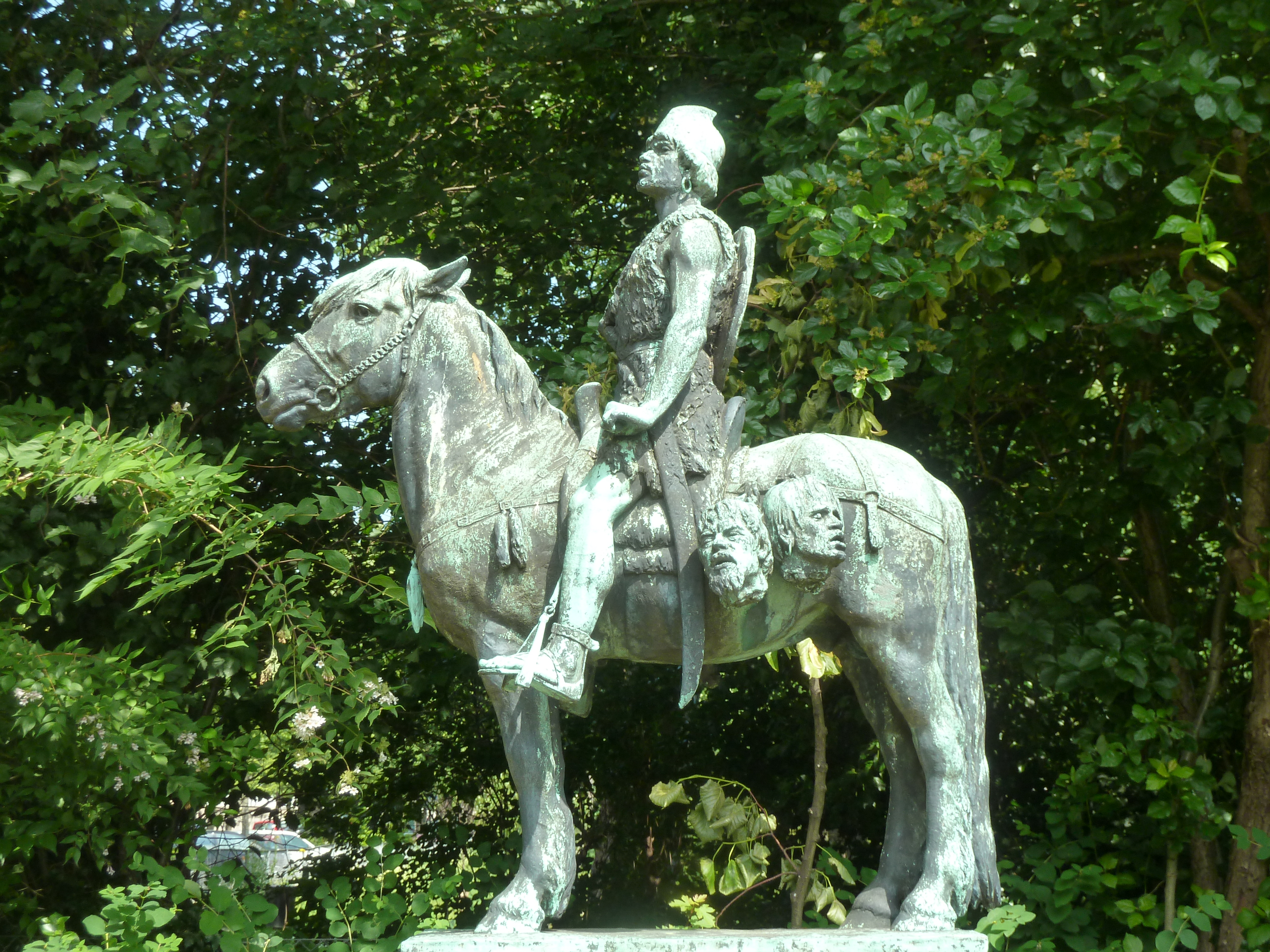
A barbarian

## Environs
Il y a un espace rectangulaire pavée en face du musée. Sur son côté gauche, se trouve Carl Johan Bonnesen s 'équestre état  Un barbare. Un chemin vers la droite du musée donne accès au parc Ørsted à proximité de la face arrière de la National Gallery.

## Panorama

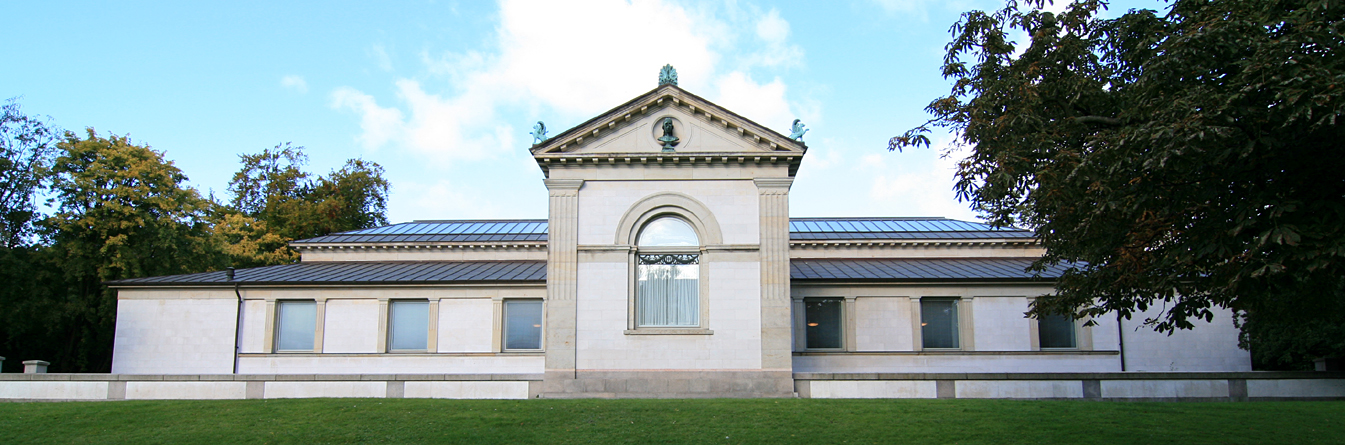
La face arrière du musée face à Østre Anlæg